# 줄리앤 필립스

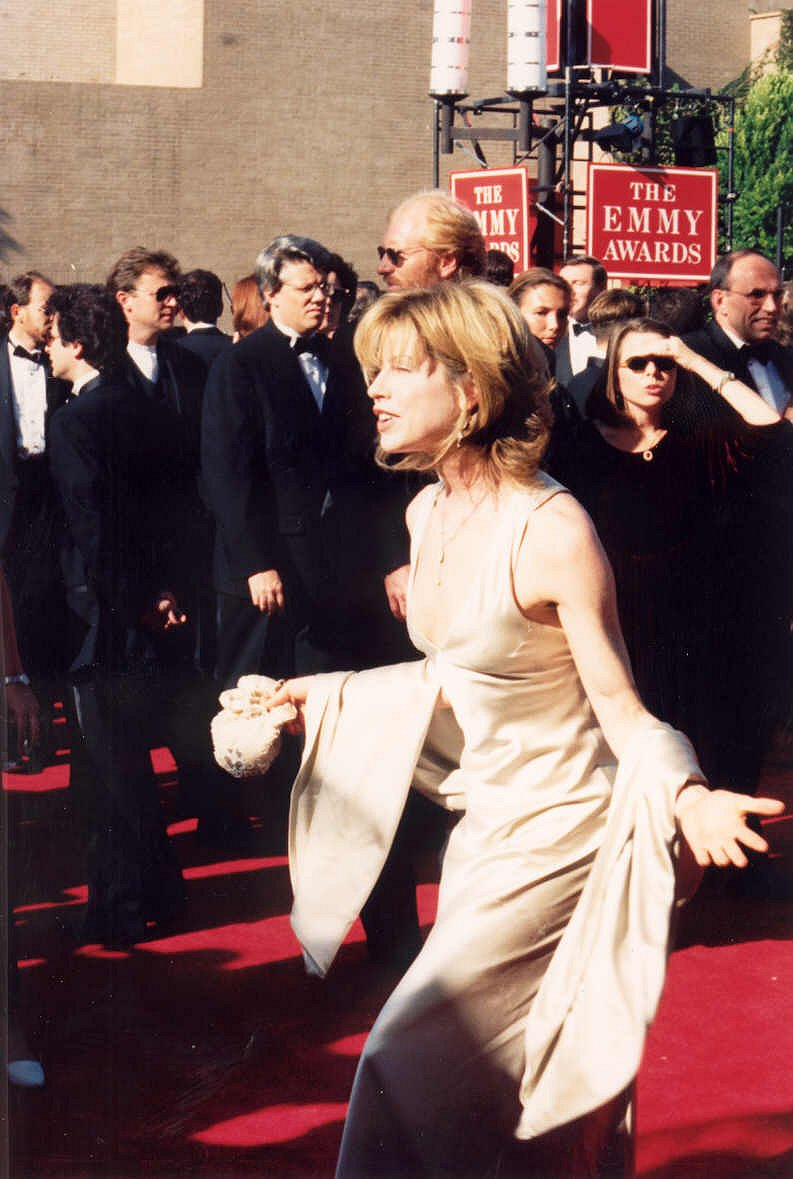

줄리앤 필립스(Julianne Phillips, 1960년 5월 6일 ~ )는 미국의 배우, 모델이다.
시카고에서 태어났다.

## 출연 작품

### 영화
- 콜린 피츠 살아있다! (1997년)
- 앨리와 나 (1997년)
- 블랙 스톰 (1997년)
- 빅 불리 (1996년)
- 속죄양 (1995년)
- 핑크빛 살인 (1995, A Vow to Kill)
- 머니 게임 (1995년)
- 마지막 경고 (1993년)
- 귀향 (1992년)
- 후레치 2 (1989년)
- 피부 깊숙이 (1989년)
- 달콤한 거짓말 (1988년)
- 여름 환상곡 (1984년)